# Kaiserliche Universität Keijō
| Kaiserliche Universität Keijō | Kaiserliche Universität Keijō |
| ----------------------------- | ----------------------------- |
|                               |                               |
| Japanischer Name              |                               |
| Kanji                         | 京城帝国大学                  |
| Rōmaji nach Hepburn           | Keijō Teikoku Daigaku         |
| Japanischer Kurzname          |                               |
| Kanji                         | 城大                          |
| Rōmaji nach Hepburn           | Jōdai                         |
| Koreanischer Name             |                               |
| Hangeul                       | 경성제국대학                  |
| Hanja                         | 京城帝國大學                  |
| Revidierte Romanisierung      | Gyeongseong Jeguk Daehak      |
| McCune-Reischauer             | Kyŏngsŏng Cheguk Taehak       |

Die Kaiserliche Universität Keijō war eine japanische Universität im von Japan besetzten Korea (Chōsen). Sie befand sich in Seoul, damals auf Japanisch Keijō genannt.
Die Universität wurde 1924 gegründet und 1946 mit weiteren Hochschulen zur heutigen Seoul National University zusammengelegt.

## Geschichte
Die Universität wurde von Japan 1924 im gleichnamigen Ort der Unterprovinz Keikidō als sechste der neun Kaiserlichen Universitäten des Japanischen Kaiserreichs gegründet. Der Ort war damals Hauptverwaltungssitz der japanischen Provinz Chōsen, welche sich über die gesamte Koreanische Halbinsel erstreckte.
Nach dem Ende des Zweiten Weltkriegs wurde die Provinz von Japan unabhängig. Damit einher ging auch der Wechsel der dortigen Nationalsprache vom Japanischen zum Koreanischen. Als Folge wurden die Kanjis, welche den Namen der Kaiserlichen Universität Keijōs bildeten (京城帝国大学), nun mit ihrer koreanischen Aussprache verwendet und die Bezeichnung „kaiserlich“ wurde ausgelassen: Aus Keijō Teikoku Daigaku wurde Kyŏngsŏng Taehak (dt. Universität Kyŏngsŏng). Mit der Unabhängigkeit wurde sie zudem die erste Universität des im Entstehen befindlichen Südkorea.
Die Universität wurde am 22. August 1946 durch die Verordnung Nr. 102 der dort nun etablierten US-Militärregierung geschlossen. Zugleich wurde die Universität mit neun anderen Colleges zur Seoul National University zusammengeschlossen.

## Leitung
1. Ariyoshi Chūichi (jap. 有吉 忠一): Mai 1924–Juli 1924

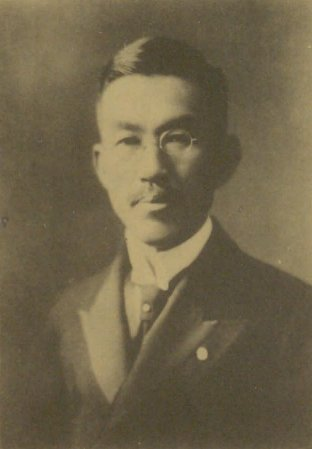
Ein Porträt von Ariyoshi Chūichi (vor 1947), dem ersten Rektor dieser Universität

2. Shimooka Tadaharu (下岡 忠治): Juli 1924–November 1925
3. Yuasa Kurahei (湯浅 倉平): Dezember 1925–April 1926
4. Hattori Unokichi (服部 宇之吉): April 1926–Juli 1927
5. Matsuura Yasujirō (松浦 鎮次郎): Juli 1927–Oktober 1929
6. Shiga Kiyoshi (志賀 潔): Oktober 1929–Oktober 1931
7. Yamada Saburō (山田 三良): Oktober 1931–Januar 1936
8. Hayami Hiroshi (速水 滉): Januar 1936–Juli 1940
9. Shinoda Jisaku (篠田 治策): Juli 1940–März 1944
10. Yamaga Shinji (山家 信次): März 1944–August 1945